# モヘリ島
モヘリ島 （モヘリとう、Mohéli） 、別名ムワリ島 （Mwali） またはモヒーラ島 （Mohilla） はモザンビーク海峡にあるコモロ諸島の島の一つ。人口47900人（2012年）。首府は北岸に位置するフォンボニである。

## 地理
モヘリ島は火山島であり、最高峰は標高790mのムツェ・ククレ山 （Koukoule） である。コモロ3島のうちでは標高が最も低くなだらかな地形をしており、高地は森林に覆われており多くの河川が存在する。降水量は多く、土壌は肥沃であり、また3島中もっとも開発が遅れていて人口密度が低いため、アンジュアン島やグランドコモロ島からモヘリ島への人口移動が活発に起きている。
島の森林にはコモロオオコウモリ、マングースキツネザルなどが生息している。周辺の大陸棚は100mの等深線まで伸びており、海域は生物多様性に富み、アオウミガメ、ザトウクジラ、ジュゴンなどが生息している。2020年、島と周辺海域は生物圏保護区に指定された。また、南部の火口湖の淡水湖のジアニ・ブドゥニ湖は1995年にラムサール条約登録地となった。

## 歴史
この島はもともとアンジュアン島のヌズワニ・スルターン国に帰属していたが、1830年に分離してムワリ・スルターン国となり、1886年にフランスの保護国となった。1909年にフランスに併合され、スルターン制が廃止された。1974年の独立に対する国民投票では独立賛成派が多数を占め、これを受けて1975年にグランドコモロ島（ンジャジジャ島）、アンジュアン島（ヌズワニ島）と共にコモロ（コモロ共和国）として独立。しかし独立後、首都モロニのあるグランドコモロ島の支配に対する不満が蓄積していき、コモロ政府の失政や経済停滞もあって、1996年にアンジュアン島と共に独立を宣言し、フランスに再植民地化を嘆願する状況となった。2001年にコモロ新憲法が採択され、コモロ連合への連邦再編と各島に独自の大統領と自治政府を設置するなどの自治権拡大が盛り込まれたため、コモロに留まることとなった。またこのとき盛り込まれた連合大統領の3島輪番制によって、2011年にはモヘリ島からイキリル・ドイニン大統領が選出され、2016年まで務めた。

## 住民
住民はコモロ人、日常語はコモロ語、宗教はイスラム教スンニ派がほとんどを占める。北岸のバンダル・エス・サラームには空港が存在する。